# Abū Ṣuwīr
Abū Ṣuwīr es un distrito de la gobernación de Ismailia, Egipto. En julio de 2017 tenía una población estimada de 206 863 habitantes.
Se encuentra ubicado en la zona norte del delta del Nilo, junto a la costa del mar Mediterráneo.